# Руска Недялкова
Руска Недялкова е българска народна певица, изпълнителка на народни песни от Северняшката фолклорна област.

## Биография и творчество
Родена е на 21 октомври 1941 година в село Горно Абланово, област Русе.
От 1958 година е в състава на Ансамбъла за народни песни на Българското национално радио. По-късно хорът на ансамбъла става известен като „Мистерията на българските гласове“. Руска Недялкова записва стотици песни от Северна България за фонда на БНР, издава дългосвирещи полчи и аудиокасети. Заедно с Калинка Згурова създават дует, към който по-късно се присъединява и Василка Дамянова. Трио „Зорница“ осъществява много записи, издава плочи и компактдиск.
Самостоятелно и с „Мистерията на българските гласове“ Руска Недялкова пее в много страни на Европа, Азия, Америка и Африка.
Умира на 16 май 2022 година след кратко боледуване в София.